# Desierto de Kumtag
El desierto de Kumtag, también de Kumtagh o Kum-tagh (en chino, 库姆塔格沙漠; pinyin, Kùmǔtǎgé Shāmò, siendo kum-tag, en varias lenguas túrquicas, «montaña de arena»), es una zona desértica árida localizada en el noroeste de China. La zona del desierto aparece definida de diferentes formas, una en un sentido amplio y otra más restringida, que fue proclamada como parque nacional en el año 2002.

## Definiciones

### Sentido amplio

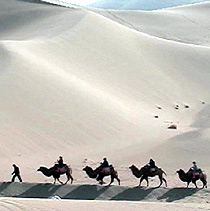
Vista de las dunas del desierto de Kumtag

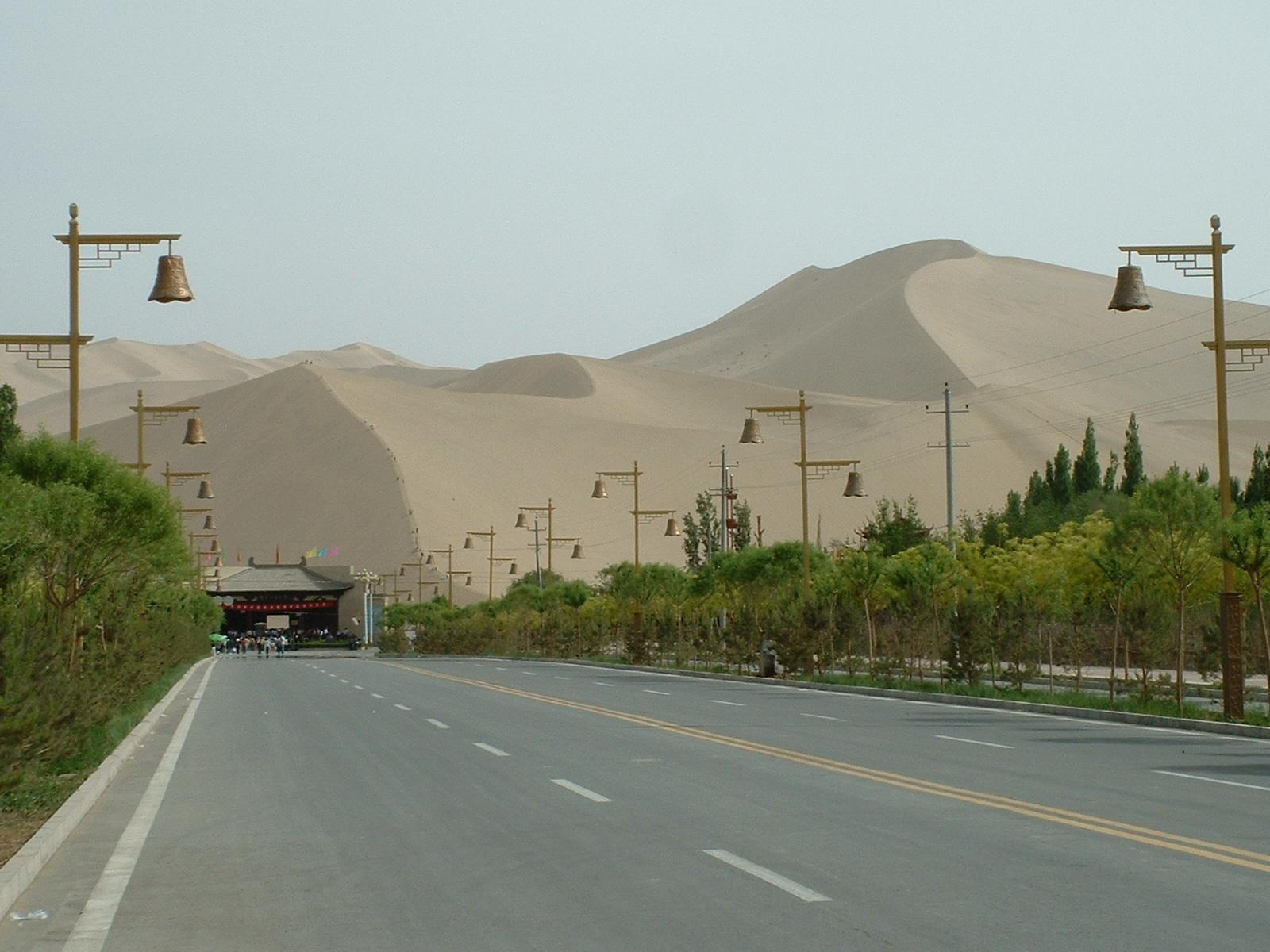
Las megadunas cerca de Dunhuang

El óvalo de la cuenca del Tarim, con el desierto de Taklamakan en la parte central, está limitado al norte, oeste y sur por montañas. En el lado este, el desierto de Kumtag es una llanura ininterrumpida de unos 100 km, de norte a sur, que va desde el desierto de Lop, en el borde oriental del Taklamakan, hasta la provincia de Gansu y Mongolia. Muchos mapas modernos no muestran el Kumtag en este sentido, lo que implica que su uso puede estar desactualizado. 
Aunque a veces se considera en un sentido muy amplio que el desierto de Kumtag es una sección del desierto de Taklamakan, es un desierto independiente que se encuentra al este-noreste del desierto de Lop, otro desierto que a veces también se considera parte del Taklamakan. El Kumtag está al otro lado del Kara-koshun y alcanza al nordeste hasta las proximidades de la localidad de Sa-chow y el lago de Kara-ni, o Kala-chi. Tiene una superficie de más de 22.800 km² y está bordeado: en el este, por la ciudad-prefectura de Dunhuang; en el norte, por las montañas Tian Shan; y en el sur, por un laberinto de colinas, salpicadas en grupos y cúmulos irregulares, desgastadas como si fueran meros fragmentos de su anterior estructura esquelética. Entre éstas y las montañas de la gran cordillera de las Altyn-Tagh, se interpone un amplio valle latitudinal, cosido con cursos de agua que bajan de las estribaciones de las Altyn-tagh. Además, los matorrales característicos de estas zonas desérticas tienen una existencia precaria ya que el agua les llega en algunos casos solamente a intervalos de años.
Esta parte del desierto tiene una pendiente general noroeste hacia la relativa depresión del Kara-koshun. Una característica notable del Kumtag es la presencia de grandes acumulaciones de arena a la deriva, sobre todo a lo largo del pie, que se está desmoronando, de las cordilleras desérticas donde a veces se eleva en dunas de hasta 76 m de altura y que remontan a media altura los flancos de esas mismas cordilleras. 
Administrativamente, el desierto se encuentra en la Región Autónoma Uigur de Sinkiang —condado de Ruoqiang (Qakilik)— y la provincia de Gansu —condado autónomo kazajo de Aksai y ciudad de Dunhuang, cerca de la frontera con la provincia de Qinghai.

### Sentido estricto
Un mapa publicado por la National Geographic Society muestra un Kumtag mucho menor. Se trata de un rectángulo con una esquina noroeste al sur de Lop Nor, con el borde sur a lo largo de las Altyn-Tagh y el borde oriental más allá de la frontera de Gansu. Cerca de la esquina noreste se encuentra la Puerta de Jade, que a menudo se toma como el extremo oriental de la Gran Muralla China. Desde el espacio aparece como un cinturón de dunas de arena de color naranja. Este es probablemente el área de 2.500 km² que se mencionan a continuación.

## Desertificación en curso
El desierto de Kumtag se está expandiendo y amenaza con engullir tierras previamente productivas con su carácter yermo. Varios años antes, el tamaño estimado del desierto era de 2.500 km², pero con la reciente expansión el desierto de Kumtag ya era considerablemente mayor en 2008.
El desierto de Kumtag sigue un proceso de expansión que es el resultado de siglos de sobrepastoreo de esta región que está más allá de su capacidad de carga. De acuerdo con un informe de noticias de la AFP de noviembre de 2007: «Imponentes dunas de arena [del desierto de Kumtag] se ciernen sobre la antigua ciudad china de Dunhuang». De acuerdo con Hogan: «La rápida expansión del desierto de Kumtag  y de otras formaciones de dunas amenazan con engullir Yungang y otros sitios arqueológicos». Por otra parte, la desertificación adyacente al desierto de Kumtag es parte de un problema mayor en el norte de China, donde la actual tasa de desertificación solo en esta región de China supera ahora los 2.600 km² por año. Para mitigar la desertificación, la ciudad de Dunhuang ha puesto severas limitaciones a la inmigración, y también ha impuesto restricciones a desarrollos de nuevos pozo de agua o la creación de nuevas granjas.

## Vientos dominantes y arenas
Los vientos dominantes en esta región parecen soplar del oeste y noroeste durante el verano, el invierno y el otoño, aunque en primavera, cuando ciertamente son más violentos, sin duda vienen del noreste, como en el desierto de Lop. La disposición de la arena aquí concuerda perfectamente con la ley establecida por Potanin, que en las cuencas de Asia Central la arena es amontonada en grandes masas en el sur, todo a lo largo de las cordilleras limítrofes donde el piso de las depresiones está a su nivel más alto. La región al norte de las zonas desérticas es sumariamente descrita por Sven Hedin:

La primera zona de arena a la deriva es sucedida por una región que presenta pruebas de modelado eólico de una escala extraordinariamente enérgica y bien desarrollada, los resultados correspondientes a los yardangs y los barrancos erosionados por el viento del desierto de Lop. Ambos conjuntos de fenómenos son paralelas entre sí; de esto podemos inferir que los vientos que prevalecen en ambos desiertos son los mismos. Viene a continuación, muy delimitada desde la zona antes descrita, una estepa kamish más o menos fina que crece a nivel de suelo; y esta a su vez es seguida por otra banda muy estrecha de arena, inmediatamente al sur de Achik-kuduk. Finalmente, en el extremo norte, tenemos el cinturón característico y definido agudamente de estepa kamish, que se extiende de E-NE a O-SO y que está limitada al norte y al sur por terrazas de arcilla altas y cortadas agudamente.
En los puntos donde las medimos, la terraza norte tenía 34 m de alto y la sur 259/60 m.... Ambas terrazas pertenecen a un mismo nivel, y parecen corresponder a las líneas de costa de una gran bahía del último vestigio superviviente del Mediterráneo central asiático. En el punto donde cruce la depresión tenía de 9 a 11 km de ancho, y por lo tanto se parecía a un valle plano o inmenso lecho del río.»
Sven Hedin[cita requerida]

Las arenas movedizas del Kumtag son una preocupación para los diseñadores del ferrocarril Golmud-Dunhuang, que cruzará el borde oriental de este desierto en la zona de Shashangou, entre Dunhuang y el sistema montañoso de las Altyn-Tagh-Qilian. Existía la preocupación de que las características "megadunas" de esta zona podrían cambiar, enterrando el ferrocarril. Sin embargo, la investigación geológica indicó que las "megadunas" están en su mayoría formadas por un subsuelo sólido, en lugar de sólo arena. Aunque todavía existe el problema de la deriva de la arena, los expertos creen que la arena es soplada principalmente a lo largo de la dirección de la futura vía férrea en lugar de a través de ella, y que puede ser manejado con ciertas precauciones.